# Hồng Vũ (xã)
Hồng Vũ là một xã thuộc tỉnh Hưng Yên, Việt Nam.

## Địa lý
Xã Hồng Vũ nằm ở phía nam tỉnh Hưng Yên, có vị trí địa lý:
- Phía đông và đông nam giáp xã Kiến Xương và xã Bình Thanh.
- Phía tây giáp xã Thư Vũ.
- Phía nam giáp xã Xuân Giang và xã Xuân Hồng của tỉnh Ninh Bình, có ranh giới tự nhiên là sông Hồng.
- Phía bắc giáp xã Vũ Quý.

## Lịch sử
Ngày 28 tháng 9 năm 2024, Ủy ban Thường vụ Quốc hội ban hành Nghị quyết số 1201/NQ-UBTVQH15 về việc sắp xếp đơn vị hành chính cấp xã của tỉnh Thái Bình giai đoạn 2023 – 2025 (nghị quyết có hiệu lực từ ngày 1 tháng 11 năm 2024). Theo đó, thành lập xã Hồng Vũ trên cơ sở toàn bộ 4,19 km² diện tích tự nhiên, quy mô dân số là 4.918 người của xã Vũ Bình; toàn bộ 5,19 km² diện tích tự nhiên, quy mô dân số là 7.177 người của xã Vũ Hòa và toàn bộ 4,42 km² diện tích tự nhiên, quy mô dân số là 5.046 người của xã Vũ Thắng.
Xã Hồng Vũ có 13,80 km² diện tích tự nhiên và quy mô dân số là 17.141 người.
Ngày 16 tháng 6 năm 2025, Ủy ban Thường vụ Quốc hội ban hành Nghị quyết số 1666/NQ-UBTVQH15 về việc sắp xếp các đơn vị hành chính cấp xã của tỉnh Hưng Yên năm 2025. Theo đó, sắp xếp toàn bộ diện tích tự nhiên, quy mô dân số của xã Vũ Công và xã Hồng Vũ thành xã mới có tên gọi là xã Hồng Vũ.